# Mark Dickel
Mark Dickel (* 21. Dezember 1976 in Dunedin auf der Südinsel Neuseelands) ist ein neuseeländischer Basketballtrainer und ehemaliger -spieler, der in mehreren europäischen Basketballligen professionell gespielt hat, darunter auch kurzzeitig bei den Brose Baskets aus Bamberg in der deutschen Basketball-Bundesliga. Mit der neuseeländischen Basketballnationalmannschaft hat Dickel an zwei Olympischen Spielen teilgenommen. Neben seinen sportlichen Leistungen sorgte Dickel 2006 für Aufsehen, als er wegen Cannabis-Konsum gesperrt wurde und die ersten drei Spiele der Basketball-Weltmeisterschaft 2006 verpasste. Zudem wurde sein damaliger Vertrag bei Lokomotiw Rostow in der russischen Superleague gelöst.

## Ozeanien und Studium in den USA
Dickel begann seine Karriere in der NZNBL Neuseelands bei den Otago Nuggets und wurde 1993 Rookie of the Year dieser Liga. Im Jahre 1996 begann er ein Studium in den Vereinigten Staaten und war für die University of Nevada in Las Vegas als Spieler der Rebels aktiv und platzierte sich unter den drei besten Vorlagengebern in der Geschichte dieser Collegemannschaft. Nach Ende des Studiums spielte er für zwei Spielzeiten im australischen Melbourne für die Victoria Titans in der australischen National Basketball League. In den europäischen Sommermonaten – auf der Südhalbkugel entsprechend die Wintermonate – war er 1998, 2002 und 2003 noch für Mannschaften in seiner Heimat auf Korbjagd.

## Europa
2002 wechselte Dickel nach Europa und spielte für Fenerbahçe im türkischen Istanbul. Mit guten Statistiken (knapp 15 Punkte und knapp 6 Assists pro Spiel) machte er auf sich aufmerksam. Zum Saisonstart 2003/04 wechselte er nach Belgien an den Ärmelkanal, bevor er im Dezember an den Bosporus zu Fener zurückkehrte. Auch in der folgenden Saison 2004/05 spielte er in der TBL, bei Erdemirspor hatte er seine bislang stärkste europäische Saison mit beinahe 20 Punkten und fast 9 Assists pro Spiel. Damit empfahl er sich für Lokomotiw aus Rostow in Russland. Bei knapp 5 Minuten weniger Spielzeit pro Spiel halbierten sich aber seine Statistiken in der russischen Superliga. Nach der Dopingsperre musste sich Dickel nach einem neuen Verein umsehen und landete in Polen. Bereits im Januar 2007 wechselte er zu Marousi ins griechische Athen. Bedingt durch eine Rückenverletzung absolvierte er für den Verein nur ein Spiel.
Zum Saisonstart 2007/08 suchte Dickel einen Neubeginn in der deutschen Basketball-Bundesliga beim damaligen Titelträger Brose Baskets. Seine Rolle in der Mannschaft entsprach nicht seinen Erwartungen und wohl auch nicht denen des Trainers Dirk Bauermann, so dass sein Vertrag nach der Verpflichtung von Mithat Demirel vorzeitig gelöst wurde. Dickel wechselte daraufhin zurück in die TBL, wo er seine größten Erfolge in Europa gefeiert hatte, zu Selçuk Üniversitesi aus Konya. Ende 2008 wurde Dickel vom Aufsteiger in die höchste griechische Spielklasse AS Trikala unter Vertrag genommen. Nachdem der Vertrag am Saisonende 2008/09 zunächst ausgelaufen war, wiederholte sich das ganze in der folgenden Saison. Während 2008/09 der Abstieg im letzten Spiel vermieden werden konnte, war dieser Erfolg 2009/10 AS Trikala nicht vergönnt und der sportliche Abstieg nicht zu verhindern. Ab März 2010 war Dickel erneut verletzt und fungierte in der Zwischenzeit als Nationaltrainer der Auswahl Albaniens, bevor er im November 2010 in seine Heimat zurückkehrte. Vor dem Saisonstart in Neuseeland sprang er jedoch zunächst bei den Sydney Kings in der NBL als Ersatz ein. Ab April 2011 spielt er nun bei den Southland Sharks unter dem Kommando seines älteren Bruders Richard, der der Trainer der Mannschaft war. Für die folgende Saison 2012 kehrte er zu den Otago Nuggets zurück, wo er 2014 seine Karriere beendete.

## Nationalmannschaft
Dickel war mit der neuseeländischen Auswahl Teilnehmer am Basketballturnier der Olympischen Spiele 2000 in Sydney und 2004 in Athen. In Sydney wurden die Tall Blacks, so der Spitzname der neuseeländischen Nationalmannschaft, unter zwölf teilnehmenden Mannschaften Vorletzter, in Athen konnte man sich um einen Platz auf den zehnten Platz verbessern. Für die Olympischen Spiele 2008 in Peking konnte sich Neuseeland nicht qualifizieren, da man im vorolympischen Qualifikationsturnier am Gastgeber Griechenland scheiterte.
Bei der Basketball-Weltmeisterschaft 2002 in Indianapolis belegten die Tall Blacks mit Dickel hingegen einen hervorragenden vierten Platz, nachdem man im Viertelfinale überraschend die zuvor stark aufspielende Auswahl aus Puerto Rico hatte besiegen können, die in der Zwischenrunde den späteren Weltmeister Jugoslawien und den Medaillenkandidaten Spanien bezwungen hatte. Im Spiel um die Bronzemedaille scheiterte man an der deutschen Auswahl um den Turnier-MVP Dirk Nowitzki. Dickel war in diesem Turnier drittbester Vorlagengeber. Die Basketball-Weltmeisterschaft 2006 in Japan war für Dickel von seiner Dopingaffäre überschattet. Nach zwei Spielen, bei denen Dickel spielberechtigt war, schied er mit der Auswahl gegen den Olympiasieger von Athen Argentinien bereits im Achtelfinale aus.

## Sonstiges
Sein Vater Carl war Trainer der neuseeländischen Nationalauswahl der Damen sowie Trainer der Otago Nuggets, bei denen Dickel seine Karriere begann. Sein Bruder Richard war Trainer der Southland Sharks in der NZNBL und später unter anderem in Norwegen.

## Trainer
2014 fungierte er als Spielertrainer in Otago, wechselte dann als Cheftrainer zu den Canterbury Rams. Nach dem Ende der 2018er Spielzeit verließ er die Mannschaft und nahm ein Angebot von TnT KaTropa von den Philippinen an. Da in der philippinischen Liga ausländische Trainer verboten sind (mit der Ausnahme von Ausländern, die mit einer philippinischen Frau verheiratet sind), wurde Dickel offiziell als Berater eingestellt. Zusätzlich wurde er 2020 als Nationaltrainer der Philippinen eingesetzt, um die Auswahl in der Ausscheidungsrunde zur Asienmeisterschaft 2021 zu betreuen.